# Grimes (artista)
Claire Elise Boucher ([buːˈʃeɪ]; Vancouver, 17 de março de 1988), conhecida profissionalmente como Grimes, é uma musicista canadense, cantora, compositora e produtora musical. Sua música incorporou elementos de estilos variados, incluindo dream pop, eletrônico, R&B e hip hop, enquanto toca em ficção científica e temas feministas. Ela lançou cinco álbuns de estúdio.
Nascida e criada em Vancouver, Grimes começou a lançar música de forma independente no final dos anos 2000, lançando dois álbuns, Geidi Primes e Halfaxa, em 2010 pela Arbutus Records. Posteriormente, ela assinou com a 4AD e ganhou destaque com o lançamento de seu terceiro álbum de estúdio, Visions, em 2012. Visions inclui os singles, "Genesis" e "Oblivion" e recebeu o Juno Award da indústria musical canadense de Álbum Eletrônico do Ano. Depois disso, seu quarto álbum de estúdio, Art Angels, foi lançado em 2015 e recebeu elogios da crítica, pois várias publicações o nomearam o melhor álbum do ano. Seu quinto álbum de estúdio, Miss Anthropocene, foi lançado em 2020.

## Início de vida
Claire Boucher nasceu e cresceu em Vancouver. Ela é de ascendência franco-canadense (incluindo quebequense), italiana, ucraniana e métis. Ela foi criada como católica romana e frequentou uma escola católica. Sua mãe, Sandy Garossino, é uma ex-promotora da Coroa e defensora das artes; seu pai, um ex-banqueiro, trabalha "no lado empresarial da biotecnologia". Em 2006, Boucher se formou na Escola Secundária Lord Byng e se mudou de Vancouver para Montreal para frequentar a Universidade McGill com foco em neurociência e língua russa, mas deixou a universidade no início de 2011 antes de terminar seu curso.

## Carreira

### 2009–2013: Começos da carreira eVisions
De acordo com os carimbos de data e hora em sua página original do Myspace, Boucher começou a escrever música sob o nome de Grimes em 2007. Seu nome artístico foi escolhido porque, na época, o MySpace permitia que os artistas listassem três gêneros musicais. Ela listou "grime" para todos os três, sem saber o que o gênero musical grime era. Grimes é autodidata em música e artes visuais.

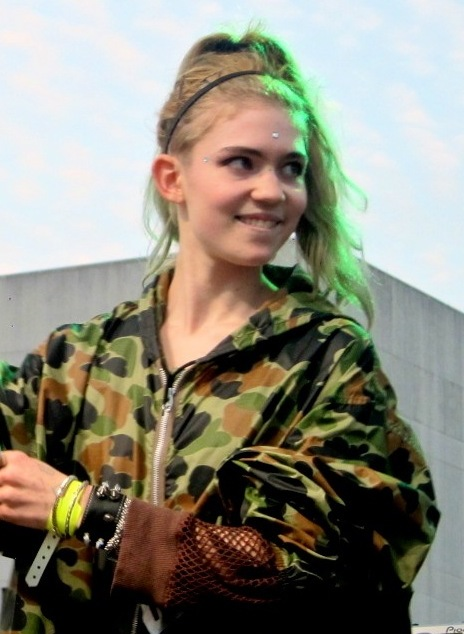
Grimes se apresentando no South by Southwest em 2012

Em janeiro de 2010, Grimes lançou seu álbum de estréia, Geidi Primes, um álbum conceitual inspirado na série Duna, seguido por seu segundo álbum, Halfaxa, em outubro do mesmo ano. Após o lançamento de Halfaxa, ela começou a promover publicamente sua música e fazer uma turnê além de Montreal. Em 2011, Grimes lançou cinco músicas do seu lado do split EP com d'Eon, Darkbloom (através da Arbutus e Hippos in Tanks). A partir de maio de 2011, Grimes abriu para Lykke Li em sua turnê norte-americana, e no mês de agosto seguinte seu álbum de estreia foi relançado pela No Pain in Pop Records, em CD e vinil pela primeira vez.
 Em 2011, ela colaborou com o DJ/produtor Blood Diamonds.
Após uma extensa turnê e recepção positiva para seus dois primeiros álbuns e a contribuição de Darkbloom, Grimes assinou com a gravadora 4AD em janeiro de 2012. O lançamento subsequente, Visions, apareceu em várias listas de fim de ano de publicações e é considerado o álbum revelação de Grimes. A NME o incluiu em sua lista dos 500 Maiores Álbuns de Todos os Tempos em 2013. Visions ganhou o prêmio de Álbum Eletrônico do Ano e Grimes foi indicada para Artista Revelação do Ano no Juno Award. Grimes também ganhou o prêmio de Artista do Ano no Webby Awards de 2013.

[Depois de nove dias] você não tem estimulação, então seu subconsciente começa a preencher os espaços em branco... Comecei a sentir como se estivesse canalizando espíritos. Eu estava convencida de que minha música era um presente de Deus. Era como se eu soubesse exatamente o que fazer em seguida, como se minhas músicas já estivessem escritas.

Grimes no The Guardian, 27 de abril de 2012
 O segundo single do álbum, "Oblivion", também recebeu aclamação crítica e foi produzido em um videoclipe co-dirigido por Emily Kai Bock e Grimes. A Pitchfork classificou "Oblivion" em primeiro lugar em sua lista das 200 Melhores Faixas da Década Até Agora em 2014. Em entrevistas após o lançamento do álbum, Grimes explicou que ela recebeu um prazo estrito para ter seu terceiro álbum finalizado muito antes de estar completo, o que a levou a gravar a maior parte de Visions enquanto estava isolada em seu apartamento em Montreal por três semanas consecutivas. Notavelmente, esta sessão de gravação intensiva incluiu um período de nove dias sem dormir ou comer e com as janelas escurecidas, já que ela geralmente não conseguia fazer música tão prontamente durante o dia, e consumindo "toneladas de anfetaminas". Ela descreveu o processo como sendo "igualmente agradável e tortuoso", sentindo que sua dificuldade contribuiu para o seu sucesso.
Em abril de 2013, Grimes postou uma declaração por escrito abordando sua experiência como uma musicista feminina como repleta de sexismo e expressou desapontamento por sua postura feminista ser frequentemente interpretada como anti-masculina. Ao falar sobre sua preferência por produzir todos os seus álbuns de estúdio ela mesma, ela disse: "Eu não quero ser só a cara dessa coisa que construí, eu quero ser aquela que construiu isso".
Em dezembro de 2013, Grimes contratou os serviços da empresa de gestão de Jay-Z, Roc Nation.

### 2014–2017:Art Angels

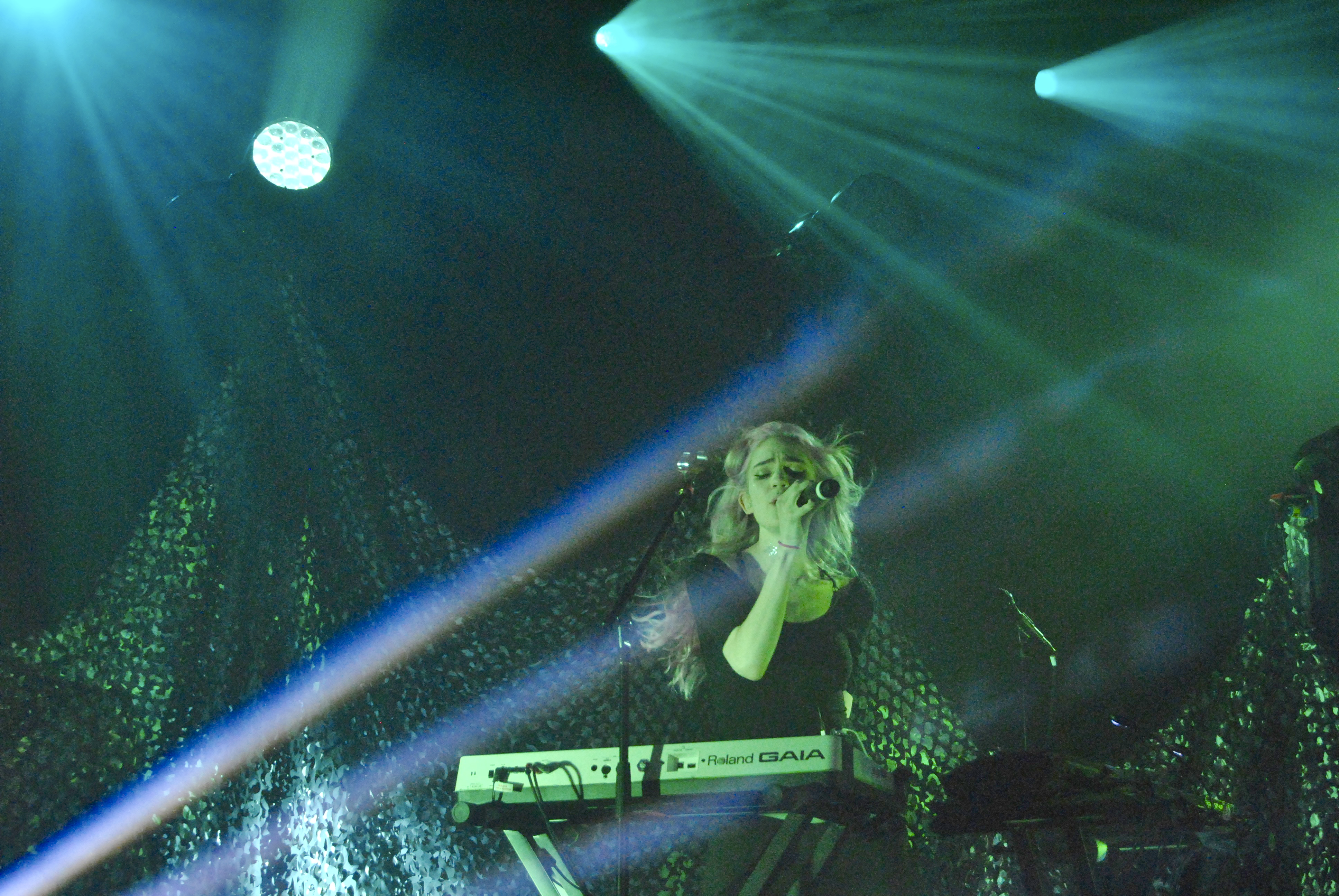
Grimes se apresentando no Governors Ball em Junho de 2014

Em 26 de junho de 2014, Grimes estreou a nova faixa "Go", produzida e com participação de Blood Diamonds. Era uma faixa que havia sido escrita e rejeitada por Rihanna e teve sua estréia no programa da BBC Radio 1 de Zane Lowe. A Rolling Stone a classificou no número quatorze em sua lista de Melhores Canções de 2014.
Em 8 de março de 2015, Grimes lançou um vídeo auto-dirigido para uma versão demo de "REALiTi" de um álbum abandonado. A canção recebeu aclamação crítica dos críticos de música, sendo nomeado Best New Music por Jenn Pelly da Pitchfork, chamando-a de "a melhor música nova de Grimes desde Visions". Em 15 de março de 2015, Grimes e Bleachers lançaram sua colaboração, "Entropy" para o programa de TV da HBO, Girls. No verão de 2015, Grimes embarcou em turnê com Lana Del Rey por várias de suas datas da Endless Summer Tour. Ela então entrou em turnê no outono de 2015 como a atração principal de sua própria turnê, Rhinestone Cowgirls Tour, com abertura de Nicole Dollanganger.
Falando de seu quarto álbum, programado para um lançamento "surpresa" em outubro, Grimes disse que o disco foi gravado com "instrumentos reais", um afastamento da composição principalmente de sintetizadores e samplers de seus lançamentos anteriores. Em 26 de outubro de 2015, Grimes lançou o primeiro single do álbum, "Flesh Without Blood", bem como um videoclipe de dois atos compreendendo "Flesh Without Blood" e "Life in the Vivid Dream", outro música do próximo álbum. O álbum, intitulado Art Angels, foi lançado em novembro com críticas favoráveis, ganhando uma classificação de 88 (de 100) no Metacritic e a designação de Best New Music da Pitchfork. Jessica Hopper da Pitchfork descreveu Art Angels como "a evidência do trabalho de Boucher e uma articulação de uma visão pop que é indiscutivelmente dela... um bufê épico de festas feministas tendenciosas, com segundas porções para comentaristas anônimos e sugadores de sangue da indústria da música".
Art Angels foi eleito o melhor álbum do ano pela NME, Exclaim! e Stereogum. Ele alcançou o número 1 na parada US Top Alternative Album Chart da Billboard e número 2 na parada Top Independent Album da Billboard. Grimes ganhou o prêmio internacional de 2016 no Socan Annual Awards e o prêmio de músico do ano do Harper's Bazaar de 2016 em outubro.

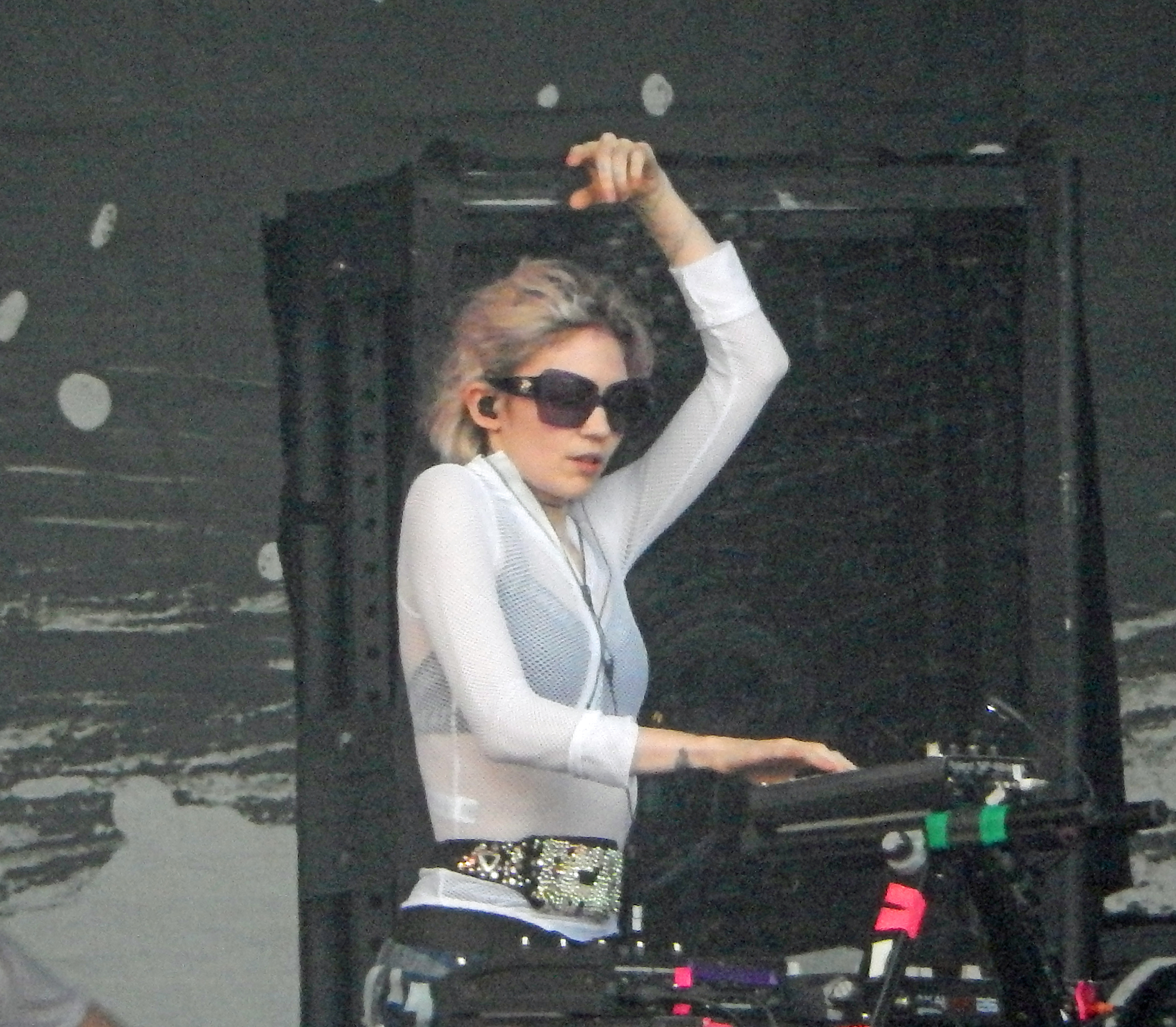
Grimes se apresentando no Lollapalooza 2016

Na primavera de 2016, Grimes embarcou em turnê pela Ásia e Europa com Hana como ato de apoio na Ac!d Reign Tour. Grimes continuou em turnê durante o verão de 2016, se apresentando em vários festivais de música na América do Norte e abrindo para Florence and the Machine em datas selecionadas da How Beautiful Tour.
Continuando a série de videoclipes de músicas de Art Angels que começaram com "Flesh Without Blood" e "Life in the Vivid Dream" ("Ato I" e "Ato II", respectivamente), Grimes lançou o videoclipe de "Kill V. Maim" ("Ato III") em 19 de janeiro de 2016, e o videoclipe de "California" ("Ato IV") em 9 de maio de 2016. Grimes criou uma versão ligeiramente remixada de "California" para o videoclipe para alcançar uma mistura visual/auditiva menos "dissonante". Esta versão alternativa de California não foi lançada oficialmente para venda ou streaming. Em 3 de agosto, Grimes lançou a música "Medieval Warfare" como parte da trilha sonora do sucesso de bilheteria de verão, Esquadrão Suicida.
Em 5 de outubro de 2016, Grimes com a amiga e colaboradora Hana Pestle, mais conhecida pelo nome artístico Hana, lançou "The Ac!d Reign Chronicles", uma série de baixo custo de sete videoclipes, incluindo músicas de Grimes ("Butterfly", "World Princess Part II", "Belly of the Beat" e "Scream") e Hana ("Underwater", "Chimera" e "Avalanche"), cada uma estrelando seus respectivos segmentos. Aparições adicionais incluem Aristophanes em SCREAM e duas das dançarinas de apoio de Grimes, Linda Davis e Alyson Van, ao longo da série. "The AC!D Reign Chronicles" foi gravado ao longo de duas semanas durante a turnê da dupla pela Europa e foi feito com produção mínima, filmado exclusivamente em iPhones e sem nenhuma equipe além de seu irmão, Mac Boucher, que ajudou nas filmagens. Pós-produção, Grimes e Hana editaram os vídeos por completo. "Conceito e direção de arte" são creditados a Claire Boucher.
Em 2 de fevereiro de 2017, Grimes estreou no Tidal, o videoclipe futurista de alto orçamento de "Venus Fly", estrelado por ela e Janelle Monáe. O vídeo foi carregado no YouTube em 9 de fevereiro. Ela ganhou o prêmio de Melhor Vídeo Dance por "Venus Fly" no Much Music Video Awards. Em 2017, Grimes ganhou um JUNO Awards de Vídeo do Ano, com "Kill V. Maim".

### 2018–2020:Miss Anthropocenee colaborações
Em fevereiro de 2018, Grimes escreveu no Instagram, "bem, sem música tão cedo, afinal". Mais tarde foi revelado que isso foi devido a um conflito com sua gravadora, 4AD. Mais tarde, ela revelou em uma postagem no Instagram que acabaria lançando dois álbuns e que "eles seriam separados por um período de tempo", com o primeiro sendo lançado com a 4AD e o segundo com uma gravadora não revelada. Grimes afirmou que este primeiro álbum seria "altamente colaborativo e [caracterizado pela] mais gloriosa luz", com o segundo destacando temas de "pura escuridão e caos".
Em 10 de abril de 2018, Grimes participou em "Pynk", o terceiro single do álbum de Janelle Monáe, Dirty Computer. Em 30 de maio de 2018, Grimes participou em "Love4Eva" de Loona yyxy (parte do grupo de kpop, "Loona") de seu EP de estréia, Beauty & the Beat. Em 15 de junho de 2018, ela fez uma participação em um vídeo para a série Behind the Mac da Apple em seu canal do YouTube, com uma prévia de uma música de seu próximo álbum intitulado "That's What the Drugs Are For", lançado posteriormente como "My Name Is Dark". No mesmo dia, ela postou dois vídeos no Twitter com uma prévia de duas músicas de seu próximo álbum, "adore u (beautiful game)" e "4ÆM". Em 2018, Grimes compôs a música tema da série animada, Hilda, da Netflix. Em 31 de outubro de 2018, Grimes participou em "Play Destroy" de Poppy em seu álbum, Am I a Girl?. Grimes também apareceu em "Nihilist Blues" de Bring Me the Horizon de seu sexto álbum, Amo.
Em 13 de agosto de 2019, Grimes postou um anúncio da coleção Adidas by Stella McCartney Fall 2019 no Instagram, afirmando que lançaria o primeiro single de seu próximo álbum, Miss Anthropocene, em 13 de setembro. Ela lançou o videoclipe para "Violence", com i_o, em 5 de setembro. Em 25 de outubro, uma versão inacabada do álbum vazou online. Em 15 de novembro, ela lançou duas versões do single "So Heavy I Fell Through the Earth" e apresentou "4ÆM" no Video Game Awards de 2019 para se apresentar como Lizzy Wizzy, uma personagem dublada por ela no jogo Cyberpunk 2077. Miss Anthropocene foi lançada em 21 de fevereiro de 2020. Nesse mesmo mês, ela lançou o single "Delete Forever", que foi parcialmente inspirado pela morte de Lil Peep e pela crise de opióides em andamento.
Grimes colaborou com Benee na música de estilo dance, "Sheesh", no álbum de estreia da última, Hey U X, lançado em 11 de novembro de 2020. Em 11 de dezembro, Grimes e outros artistas associados, todos usando pseudônimos, lançaram um álbum DJ mix temático de Cyberpunk 2077 na Apple Music, intitulado, This story is dedicated to all those cyberpunks who fight against injustice and corruption every day of their lives!. Ele contém duas novas músicas de Grimes, "Samana" e "Delicate Weapon".

### 2021–presente:Alter Ego, BOOK 1, BOOK 2 e Fairies Cum First.
Em 5 de março de 2021, Grimes assinou com a  Columbia Records. Em junho de 2021, ela apareceu no videoclipe de Doja Cat, "Need to Know".
Mais tarde, em junho, ela iniciou um novo servidor associado no Discord chamado "Grimes Metaverse Super Beta" e um novo podcast "Homo Techno", co-apresentado com a comunicadora científica, Liv Boeree. Ela usou o servidor no Discord para mostrar trechos de novas músicas com frequência e lançou um trecho de uma música chamada "Shinigami Eyes", que ela continuou a promover em postagens subsequentes nas mídias sociais, bem como uma próxima colaboração com o DJ britânico, Chris Lake. Grimes falou sobre um próximo álbum conceitual com a Billboard, descrevendo-o como uma "ópera espacial".
Em julho de 2021, Grimes, ao lado de will.i.am, Alanis Morissette, Nick Lachey e Rocsi Diaz foram revelados como jurados em Alter Ego, uma nova série de competição de canto em que os competidores fazem uso da tecnologia de captura de movimento para se retratarem como "avatares de sonho". Em 30 de setembro de 2021, Grimes lançou uma nova música intitulada "Love". A música foi gravada em resposta à sua separação de Elon Musk e ao aumento da atenção da mídia. Em 3 de dezembro de 2021, Grimes lançou uma nova música intitulada "Player of Games". No mesmo dia, ela também anunciou o título de seu sexto álbum de estúdio, Book 1.
Em janeiro de 2022, Grimes anunciou um vinil do 10º aniversário de seu álbum, Visions. Em 26 de janeiro de 2022, Grimes lançou "Shinigami Eyes".
Uma semana depois, em 3 de fevereiro de 2022, Grimes anunciou seu próximo EP intitulado, Fairies Cum First.

BOOK 2:
Ela inicialmente sugeriu a possibilidade do álbum em uma postagem no Instagram em 4 de janeiro de 2022, já que na época ela tinha 18 músicas finalizadas (desde então ela terminou pelo menos mais duas músicas para o álbum), mas não conseguiu encaixar todas no álbum. um único vinil, então escreveu sobre a ideia de dividir as músicas em dois álbuns. Ela revelou oficialmente que estava trabalhando no álbum em uma entrevista para a Atmos Magazine no final daquele ano, em março. No entanto, em 17 de setembro, ela twittou sobre "talvez" lançar o BOOK 2, deixando o lançamento do álbum incerto. 
Em 2023, Grimes lançou uma prévia em vídeo de um personagem digital da "Gen-1" em seu site elf.tech e, no final, havia uma suposta capa promocional do BOOK 2. A capa diz "Grimes" "Esta é uma transmissão do futuro" "Lore for Modern Magic" "The Light Ages". Isso vincula o BOOK 2 ao Manual do Caos, que também diz a mesma coisa.
Em geral, Grimes tem provocado os álbuns, retratando-os como livros e exibindo-os como hologramas na edição 10 da revista Cybr  e seu set no festival de música Ultra de 2023 em Miami.
Existe a possibilidade de que seus singles recentemente anunciados 'MUSIC 4 MACHINES'  e 'I Wanna Be Software' sejam para este álbum.

## Artisticidade

### Estilo musical
A música de Grimes se baseia em uma mistura eclética de estilos, incluindo dream pop, synth-pop, electropop, art pop, eletrônico, pop experimental, R&B, pop, avant-garde pop, lo-fi, bedroom pop, indie pop, electronica, nu metal, e hip hop. Seu trabalho tem sido comparado a vários artistas, incluindo Björk, Julianna Barwick, Siouxsie Sioux, e Enya. Ela foi descrita pela Tastemakers Magazine como uma "filha amorosa alienígena de Aphex Twin e ABBA". O The Guardian resumiu seu estilo musical: "Ao soar um pouco como tudo o que você já ouviu, o todo soa como nada que você já ouviu". O  The Japan Times escreveu que "a música de outro mundo, auxiliada por Ableton, de Grimes está repleta de ganchos adequados para sentar ao lado de Rihanna e Taylor Swift no Top 40". A Dazed afirmou: "Em certo sentido, ela sempre prosperou em ser muito pop para indie e muito indie para pop". Suas letras foram descritas pelo The Guardian como "geralmente evasivas e impressionistas, evitando detalhes específicos". Grimes é uma soprano. O The Daily Telegraph descreveu seus vocais como "doces, finos e nebulosos". Ela utiliza técnicas de looping e camadas, particularmente com vocais; muitas de suas músicas apresentam camadas de mais de cinquenta faixas vocais diferentes que criam um som "ethereal".
Grimes descreveu sua música como "música TDAH", mudando com frequência e dramaticamente – "Eu passo muito por fases". Ela disse: "A maioria das músicas com versos tradicionais, refrão e estruturas de ponte provavelmente podem ser consideradas 'pop'. Mas acho que a maioria das pessoas pensa no Top 40 hoje em dia quando usa a palavra 'pop', e eu enfaticamente não sou desse mundo". Ela disse que o álbum de 2007 de Panda Bear, Person Pitch, "impulsionou" sua mente. Ela explica: "Até aquele ponto, eu basicamente só fazia músicas estranhas de drones atonais, sem nenhum senso de composição. Eu mal entendia nada sobre música... Mas de repente toda a música se encaixou e parecia tão simples e fácil. Eu fui capaz de espontaneamente escrever músicas imediatamente depois de ouvir este álbum uma vez."

### Influências
As influências de Grimes incluem Aphex Twin, Bikini Kill, Black Dice, Blink-182, Blue Hawaii, David Bowie, Burial, Kate Bush, Mariah Carey, Cocteau Twins, Dungeon Family, Enya, Al Green, Hildegarda de Bingen, How to Dress Well, Chris Isaak, Michael Jackson, Jedi Mind Tricks, Billy Joel, Yoko Kanno, Kenji Kawai, Alicia Keys, Yayoi Kusama, Marilyn Manson, Mindless Self Indulgence, Joanna Newsom, New Edition, Nine Inch Nails, Outkast, Panda Bear, Paramore, Queen, Trent Reznor, Salem, Skinny Puppy, Tool, St. Vincent, Dandi Wind, Geinoh Yamashirogumi, e Yeah Yeah Yeahs; e também K-pop, Música medieval, e The Legend of Zelda.

## Arte visual
Grimes criou a arte da capa de todos os seus álbuns, bem como litografias artísticas para cada faixa de Art Angels que foram vendidas com o lançamento em vinil. Sua arte é influenciada por anime japonês, mangá e artistas de quadrinhos como Charles Burns e Daniel Clowes. Grimes ilustra seus produtos, incluindo camisetas, capas de álbuns e pôsteres de shows. Suas ilustrações apareceram em mostras de galeria, inclusive no Museu Guggenheim Bilbao. Ela criou uma capa alternativa para The Wicked + The Divine da Image Comics, e projetou uma coleção cápsula de camisetas para Saint Laurent, em 2013. Naquele ano, ela também foi curadora de um evento de dois dias na Audio Visual Arts Gallery na Cidade de Nova York com um leilão silencioso em benefício da Associação de Mulheres Nativas do Canadá para aumentar a conscientização sobre a violência contra as mulheres aborígenes no Canadá. No início de 2021, ela vendeu arte digital original na forma de tokens não fungíveis por US$ 5,8 milhões.

## Vida pessoal
Boucher tem um meio-irmão que faz rap sob o nome de Jay Worthy; eles colaboraram na música "Christmas Song", lançado no disco bônus da Rough Trade de seu álbum Visions. Um de seus irmãos, Mac Boucher, esteve envolvido na realização de alguns de seus videoclipes, como "Violence", "Go", "Realiti", "Flesh Without Blood/Life in the Vivid Dream", "Kill V. Maim", "Venus Fly" e "We Appreciate Power".
Em 2009, Boucher e um amigo tentaram navegar pelo Rio Mississippi até Nova Orleães de Minneapolis em uma casa flutuante que eles construíram. Após vários contratempos, incluindo problemas no motor e encontros com a polícia, a casa flutuante foi apreendida pela cidade de Minneapolis. Boucher afirma que elementos da história foram exagerados nos jornais que a noticiaram na época. A aventura foi transformada em um vídeo animado narrado por T-Bone Burnett.
No passado, Boucher foi aberta sobre seu uso de drogas, afirmando que durante a criação de Visions em 2012, ela "apagou as janelas e usou toneladas de anfetaminas e ficou acordada por três semanas e não comeu nada". Em 2011, ela e seu colega artista canadense, d'Eon passaram "uma semana fazendo shows e usando LSD na Cidade do México".
Em 2014, Boucher fez uma postagem em seu blog expressando sua aversão às drogas pesadas, distanciando-se de seu endosso anterior, dizendo que não quer que "[o uso de drogas pesadas] faça parte de [sua] narrativa". "Perder pessoas para as drogas e o álcool é o pior porque eles destroem todas as boas lembranças que você tem deles antes de forçá-lo a lidar com o espaço vazio que eles deixam para trás. Eu quero que as pessoas saibam que eu odeio drogas pesadas. Tudo o que elas fizeram foi matar meus amigos e me tornar improdutiva."
Como cantora, Boucher é conhecida por ter uma língua presa; ela afirmou que "gosta" e não tem vontade de fazer terapia fonoaudiológica.
Desde 2018, ela é chamada de c (o símbolo da velocidade da luz) em sua vida pessoal.

### Relacionamentos
De 2007 a 2010, Boucher teve um relacionamento intermitente com Devon Welsh, então vocalista do Majical Cloudz. Os dois se conheceram em 2007 em uma festa do dormitório do primeiro ano enquanto estudavam na Universidade McGill. De 2012 a 2018, Boucher esteve em um relacionamento com o músico eletrônico Jaime Brooks, que a apoiou na Visions Tour performando como Elite Gymnastics.
Em 2018, Boucher iniciou um relacionamento com o empresário de tecnologia, Elon Musk. Eles se conheceram depois de descobrir no Twitter que ambos inventaram o mesmo trocadilho em relação ao rococó e ao experimento mental do Basilisco de Roko. Em 4 de maio de 2020, ela deu à luz seu filho, a quem chamaram de "X Æ A-12" (pronunciado "Ex Ash A Twelve" ou "Ex Ay Eye"). O nome teria violado a lei de nomes na Califórnia, onde a criança nasceu, e foi posteriormente alterado para "X Æ A-Xii". De acordo com uma imagem da certidão de nascimento, a letra "X" é o primeiro nome da criança, e "AE A-XII" o nome do meio. Ele é o sétimo filho de Musk. Grimes disse via Instagram que Go Won do girl group sul-coreano Loona, com quem colaborou em 2018, é madrinha de seu filho. O casal se "semi-separou" em setembro de 2021.
Em janeiro de 2022, Grimes disse sobre seu relacionamento com Musk: "Eu provavelmente me referiria a ele como meu namorado, mas somos muito fluidos”. Ela revelou ainda que seu segundo filho, uma menina, Exa Dark Sideræl Musk, apelidada de Y, nasceu em dezembro de 2021 por meio de barriga de aluguel. Em março de 2022, após a publicação da entrevista (que havia sido adiada dois meses antes de sua publicação), Grimes twittou que ela e Musk haviam terminado novamente "mas ele é meu melhor amigo e o amor da minha vida".
Em 23 de setembro, Grimes abriu um processo judicial em um tribunal na Califórnia contra seu ex parceiro Elon Musk, pedindo reconhecimento de parentalidade sobre um dos filhos do casal.

## Controvérsias
Em 2023 Grimes cancelou a sua participação no Festival Primavera Sound São Paulo, a organização do evento publicou a seguinte nota na rede social X, antigo Twitter escrevendo "Infelizmente, Grimes, por questões pessoais, e Puerto Candelaria, por motivos de agenda, precisaram cancelar as suas participações no festival"
Em 2024 Grimes foi acusada de ser racista após dizer que ela tem orgulho da cultura branca. Ela se defendeu das acusações em uma séries de tweets em sua rede social X (antigo Twitter) "Sou chamada de nazista porque tenho, felizmente, orgulho da cultura branca. Mas todos os dias eu penso com carinho no rei negro Ciro, o Grande, que criou o primeiro império, e o ícone japonês Murasaki Shikibu, que escreveu o primeiro romance. E se os humanos amassem uns aos outros? A História nos ensina que sempre fomos, e sempre seremos, ótimos"

## Discografia
- Geidi Primes (2010)
- Halfaxa (2010)
- Visions (2012)
- Art Angels (2015)
- Miss Anthropocene (2020)
- Book 1 (2023)
- Book 2 (2023)

## Turnês

### Como atração principal
- Halfaxa Tour (Canadá, 2010) (em colaboração com Pop Winds)
- Darkbloom Tour (América do Norte, 2011) (apoiado por Doldrums)
- Visions Tour (Mundial, 2012–2014) (apoiado por Born Gold, Myths, Elite Gymnastics, Ami Dang)
- Rhinestone Cowgirls Tour (América do Norte, 2015) (apoiado por Nicole Dollanganger)
- Ac!d Reign Tour (Asia/Europa, 2016) (apoiado por Hana, Aristophanes, Lupa J)
- March of the Pugs Tour (América do Norte, 2016) (apoiado por Hana, Tei Shi, Christine and the Queens)

### Como atração de apoio
- Lykke Li – Wounded Rhymes Tour (2011)
- Diplo e Skrillex – Full Flex Express Canadian Train Tour (2012)
- Lana Del Rey – The Endless Summer Tour (2015)
- Florence and the Machine – How Beautiful Tour (2016)[186]